# 산소 연료 용접 및 절단

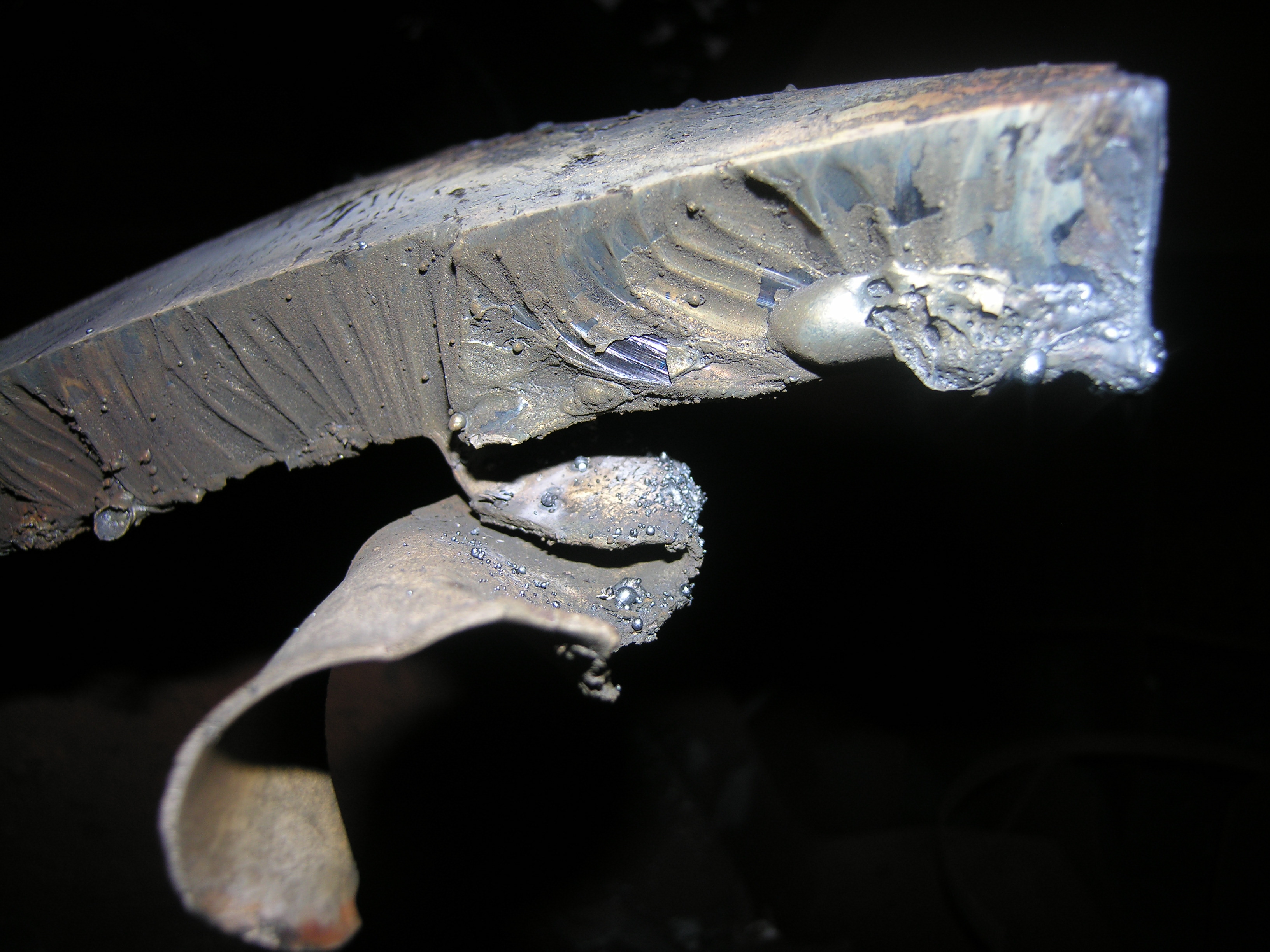
산소 연료 절단을 이용해 금속을 절단한 모습

산소 연료 용접(Oxy-fuel welding, oxy welding, gas welding)과 산소 연료 절단(Oxy-fuel cutting)은 산소아세틸렌 용접 및 절단(oxyacetylene welding)이라고도 하며, 각각 산소를 연료로 하여 금속을 용접하거나 절단하는 기술이다. 순수한 산소는 공기 대신, 실내 환경에서 공작물 재료(예, 스틸)의 국지적인 용융을 허용하도록 화염 온도를 높이는데 사용된다. 산소를 이용한 비슷한 용접 기술로 산수소용접이 있으나 산소와 수소의 조합이 산을 생성하면서 금속을 산화시키는 단점이 있다. 이에 21세기 이후부터는 주로 전기를 이용한 용접기를 사용한다.

## 같이 보기
- 산수소용접
- 용접